# Frequência de clock
Na computação, a taxa, velocidade, ou frequência de relógio (também, ao invés de "de relógio", dito "de clock") normalmente se refere à frequência na qual o gerador de clock de um processador pode gerar pulsos, que são usados para sincronizar as operações de seus componentes, e é usado como um indicador da velocidade do processador. É medido na unidade SI de frequência hertz (Hz).
A frequência do clock da primeira geração de computadores era medida em hertz ou quilohertz (kHz), os primeiros computadores pessoais (PCs) que chegaram ao longo das décadas de 1970 e 1980 tinham frequências medidas em megahertz (MHz) e, no século 21, a velocidade das CPUs modernas é comumente anunciada em gigahertz (GHz). Essa métrica é mais útil ao comparar processadores da mesma família, mantendo constantes outros recursos que podem afetar o desempenho.

## Fatores determinantes

### Armazenamento
Os fabricantes de processadores modernos normalmente cobram preços mais elevados por processadores que operam em taxas de clock mais altas, uma prática chamada binning. Para uma determinada CPU, as taxas de clock são determinadas no final do processo de fabricação por meio de testes reais de cada processador. Os fabricantes de chips publicam uma especificação de "taxa de clock máxima" e testam os chips antes de vendê-los para garantir que atendam a essa especificação, mesmo ao executar as instruções mais complicadas com os padrões de dados que levam mais tempo para serem estabilizados (testes em temperatura e tensão). que dá o menor desempenho). Processadores testados com sucesso quanto à conformidade com um determinado conjunto de padrões podem ser rotulados com uma frequência de clock mais alta, por exemplo, 3,50 GHz, enquanto aqueles que falham nos padrões de frequência de clock mais alta, mas passam nos padrões de uma taxa de clock mais baixa, podem ser rotulados com o frequência de clock mais baixa, por exemplo, 3,3 GHz, e vendida a um preço mais baixo.

### Engenharia
A taxa de clock de uma CPU é normalmente determinada pela frequência de um cristal oscilador. Normalmente, um oscilador de cristal produz uma onda senoidal fixa – o sinal de referência de frequência. Os circuitos eletrônicos traduzem isso em uma onda quadrada na mesma frequência para aplicações eletrônicas digitais (ou, ao usar um multiplicador de CPU, algum múltiplo fixo da frequência de referência do cristal). A rede de distribuição de clock dentro da CPU transporta esse sinal de clock para todas as partes que precisam dele. Um conversor A/D possui um pino de “clock” acionado por um sistema semelhante para definir a taxa de amostragem. Com qualquer CPU específica, substituir o cristal por outro cristal que oscile na metade da frequência ("underclocking") geralmente fará com que a CPU funcione com metade do desempenho e reduzirá o calor residual produzido pela CPU. Por outro lado, algumas pessoas tentam aumentar o desempenho de uma CPU substituindo o cristal oscilador por um cristal de frequência mais alta (“overclocking”). No entanto, a quantidade de overclock é limitada pelo tempo que a CPU leva para se estabilizar após cada pulso e pelo calor extra criado.
Após cada pulso de clock, as linhas de sinal dentro da CPU precisam de tempo para se estabelecerem em seu novo estado. Ou seja, toda linha de sinal deve terminar a transição de 0 para 1, ou de 1 para 0. Se o próximo pulso de clock vier antes disso, os resultados serão incorretos. No processo de transição, alguma energia é desperdiçada na forma de calor (principalmente dentro dos transistores de acionamento). Ao executar instruções complicadas que causam muitas transições, quanto maior a frequência do clock, mais calor será produzido. Os transistores podem ser danificados pelo calor excessivo.
Há também um limite inferior da taxa de clock, a menos que seja usado um núcleo totalmente estático.

## Marcos históricos e registros atuais
O primeiro computador analógico totalmente mecânico, o Z1, operava a uma frequência de clock de 1 Hz (ciclo por segundo) e o primeiro computador eletromecânico de uso geral, o Z3, operava a uma frequência de cerca de 5–10 Hz. O primeiro computador eletrônico de uso geral, o ENIAC, usava um relógio de 100 kHz em sua unidade de ciclagem. Como cada instrução levava 20 ciclos, ela tinha uma taxa de instrução de 5 kHz.
O primeiro PC comercial, o Altair 8800 (da MITS), usava uma CPU Intel 8080 com clock de 2 MHz (2 milhões de ciclos por segundo). O IBM PC original (c. 1981) tinha uma frequência de clock de 4,77 MHz (4.772.727 ciclos por segundo). Em 1992, tanto a Hewlett-Packard quanto a Digital Equipment Corporation quebraram o difícil limite de 100 MHz com técnicas RISC no PA-7100 e AXP 21064 DEC Alpha, respectivamente. Em 1995, o chip P5 Pentium da Intel funcionava a 100 MHz (100 milhões de ciclos por segundo). Em 6 de março de 2000, a AMD demonstrou ter ultrapassado o marco de 1 GHz alguns dias antes da Intel comercializar 1 GHz em sistemas. Em 2002, um modelo Intel Pentium 4 foi apresentado como o primeiro CPU com uma frequência de clock de 3 GHz (três bilhões de ciclos por segundo correspondendo a ~0,33 nanossegundos por ciclo). Desde então, a frequência dos processadores de produção aumentou muito mais lentamente, com melhorias de desempenho provenientes de outras alterações de design.
Estabelecido em 2011, o Guinness World Records para a maior taxa de clock da CPU é de 8,42938 GHz com um chip AMD FX-8150 Bulldozer com overclock em um banho criogênico LHe / LN2, 5 GHz no ar. Isso é superado pelo recorde de overclocking CPU-Z para a maior taxa de clock da CPU em 8,79433 GHz com um chip baseado em AMD FX-8350 Piledriver banhado em LN2, alcançado em novembro de 2012. Também é superado pelo AMD FX-8370, um pouco mais lento, com overclock para 8,72 GHz, que está no topo das classificações de frequência HWBOT. Esses recordes foram quebrados no final de 2022, quando um Intel Core i9-13900K teve overclock para 9,01 GHz.
O clock base mais alto em um processador de produção é o IBM zEC12, com clock de 5,5 GHz, lançado em agosto de 2012.

## Pesquisa
Os engenheiros continuam a encontrar novas maneiras de projetar CPUs que se estabeleçam um pouco mais rapidamente ou que usem um pouco menos de energia por transição, diminuindo esses limites e produzindo novas CPUs que podem funcionar com frequências de clock ligeiramente mais altas. Os limites finais da energia por transição são explorados na computação reversível.
A primeira CPU totalmente reversível, o Pendulum, foi implementada usando transistores CMOS padrão no final da década de 1990 no MIT.
Os engenheiros também continuam a encontrar novas maneiras de projetar CPUs para que completem mais instruções por ciclo de clock, alcançando assim uma contagem de CPI (ciclos ou ciclos de clock por instrução) mais baixa, embora possam funcionar na mesma taxa de clock ou em uma taxa de clock menor que CPUs mais antigas. Isto é conseguido através de técnicas arquitetônicas, como pipeline de instruções e execução fora de ordem, que tentam explorar o paralelismo no nível de instrução no código.
A IBM está trabalhando em uma CPU de 100 GHz. Em 2010, a IBM demonstrou um transistor baseado em grafeno que pode executar 100 bilhões de ciclos por segundo.

## Comparação
A taxa de clock de uma CPU é mais útil para fornecer comparações entre CPUs da mesma família. A taxa de clock é apenas um dos vários fatores que podem influenciar o desempenho ao comparar processadores de famílias diferentes. Por exemplo, um IBM PC com uma CPU Intel 80486 rodando a 50 MHz será cerca de duas vezes mais rápido (apenas internamente) do que um com a mesma CPU e memória rodando a 25 MHz, embora o mesmo não seja verdade para o MIPS R4000 rodando na mesma frequência, pois os dois são processadores diferentes que implementam arquiteturas e microarquiteturas diferentes. Além disso, uma medida de "taxa de clock cumulativa" às vezes é assumida tomando o total de núcleos e multiplicando pela taxa de clock total (por exemplo, um processador dual-core de 2,8 GHz rodando a 5,6 GHz cumulativos). Existem muitos outros fatores a serem considerados ao comparar o desempenho das CPUs, como a largura do barramento de dados da CPU, a latência da memória e a arquitetura do cache.
A taxa de clock por si só é geralmente considerada uma medida imprecisa de desempenho ao comparar diferentes famílias de CPUs. Benchmarks de software são mais úteis. Às vezes, as taxas de clock podem ser enganosas, pois a quantidade de trabalho que diferentes CPUs podem realizar em um ciclo varia. Por exemplo, processadores superescalares podem executar mais de uma instrução por ciclo (em média), mas não é incomum que executem “menos” em um ciclo de clock. Além disso, CPUs subescalares ou o uso de paralelismo também podem afetar o desempenho do computador, independentemente da frequência do clock.